# Radio Ewenement 5 G Fm
Radio Ewenement 5 G Fm – kompilacja różnych wykonawców, opracowana przez zespół Molesta Ewenement. Wydawnictwo ukazało się 10 listopada 2001 roku nakładem należącej do grupy wytwórni muzycznej Baza Lebel w dystrybucji EMI Music Poland. Na płycie można usłyszeć takie zespoły i raperów jak Młody Łyskacz, Wychowani na Błędach, GRZ, Ko1, Vienio, Pono, Hemp Gru, Fu, Nić Żywota, Bezik, Pele.

## Lista utworów
Opracowano na podstawie materiału źródłowego.
1. Radio Ewenement – „Skit” – 0:38
2. Młody Łyskacz – „Czego się boisz” – 3:44
3. Wychowani Na Błędach – „Ej foko” – 3:11
4. GRZ – „Bezsilny” (scratche: DJ Varjat) – 3:55
5. Ko1 – „Koncept” – 2:27
6. Vienio – „Iść swoją drogą” (scratche: DJ Varjat) – 3:45
7. Radio Ewenement – „Skit” – 0:39
8. Pono – „Vice versa” – 4:30
9. Hemp Gru, Fu – „Nieuchwytny cel” – 4:04
10. Nić Żywota – „Nemezis” – 4:09
11. Bezik – „Różnice” – 2:08
12. Fu – „Uważaj jak się poświęcasz” (scratche: DJ Varjat) – 3:03
13. Radio Ewenement – „Skit” – 1:00
14. Włodi, Pele – „Słodkie kłamstwa (gościnnie Alex)” – 4:55[A]
15. Lui – „To jest mój dzień” (scratche: DJ Varjat) – 3:35
16. Wychowani Na Błędach – „Nadszedł...” – 4:59
17. Pele – „0 22" – 4:00
18. Koronacja (Cyklon, Daf, Pono, WNB, Molesta Ewenement, GRZ, Koras) – „Jedenastu” – 4:27
19. Radio Ewenement – „Skit” – 1:21

Notatki
- A^ W utworze wykorzystano sample z piosenki „Out of Sight, Out of Mind” w wykonaniu Level 42[3].